# رواية حربية

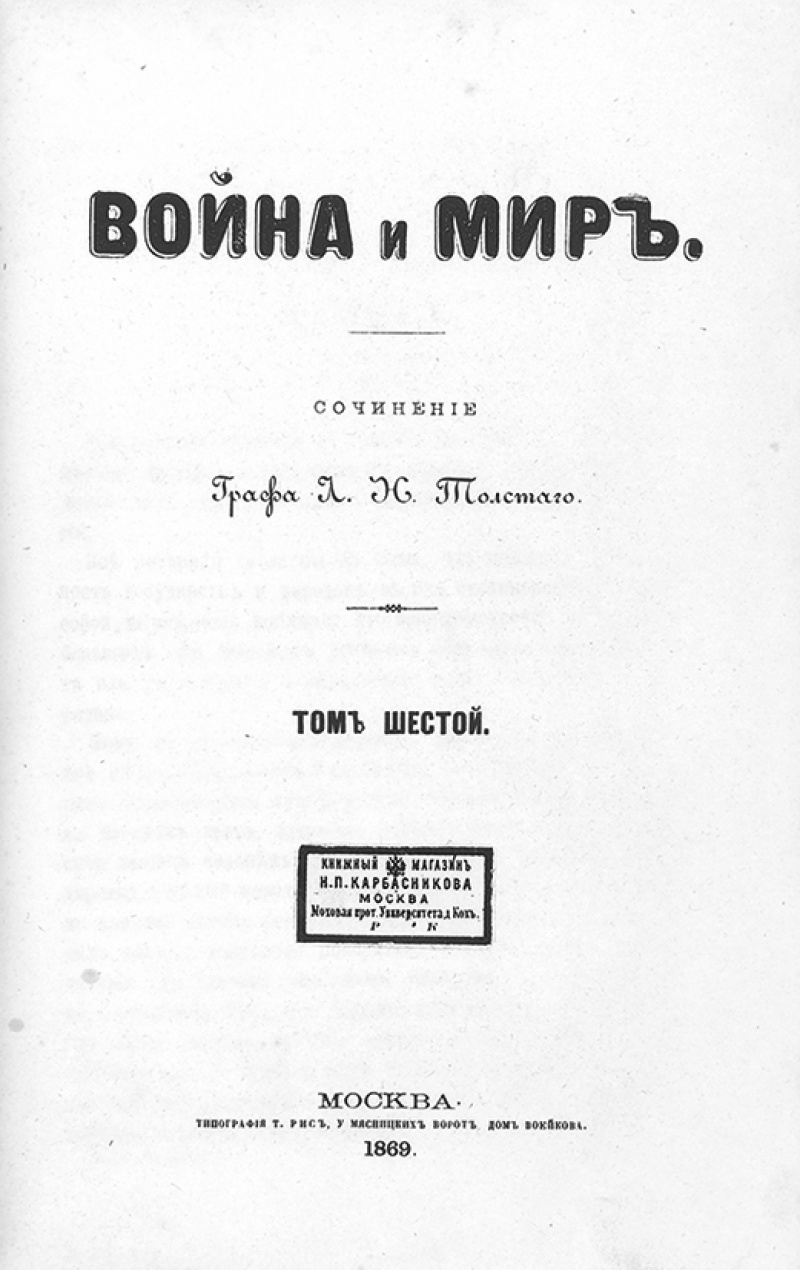
صفحة العنوان للمجلد السادس (том честой) من إعادة طبع لاحقة (1909) لكتاب الحرب والسلام

الرواية الحربية (بالإنجليزية: War novel)‏ أو الخيال العسكري (بالإنجليزية: Military fiction)‏ هي رواية عن الحرب، يحدث فيها الحدث الرئيسي في ساحة المعركة، أو في بيئة مدنية، حيث تنشغل الشخصيات بالتحضيرات للحرب أو معاناتها من آثارها أو التعافي منها. العديد من روايات الحرب هي روايات تاريخية.

## الأصول

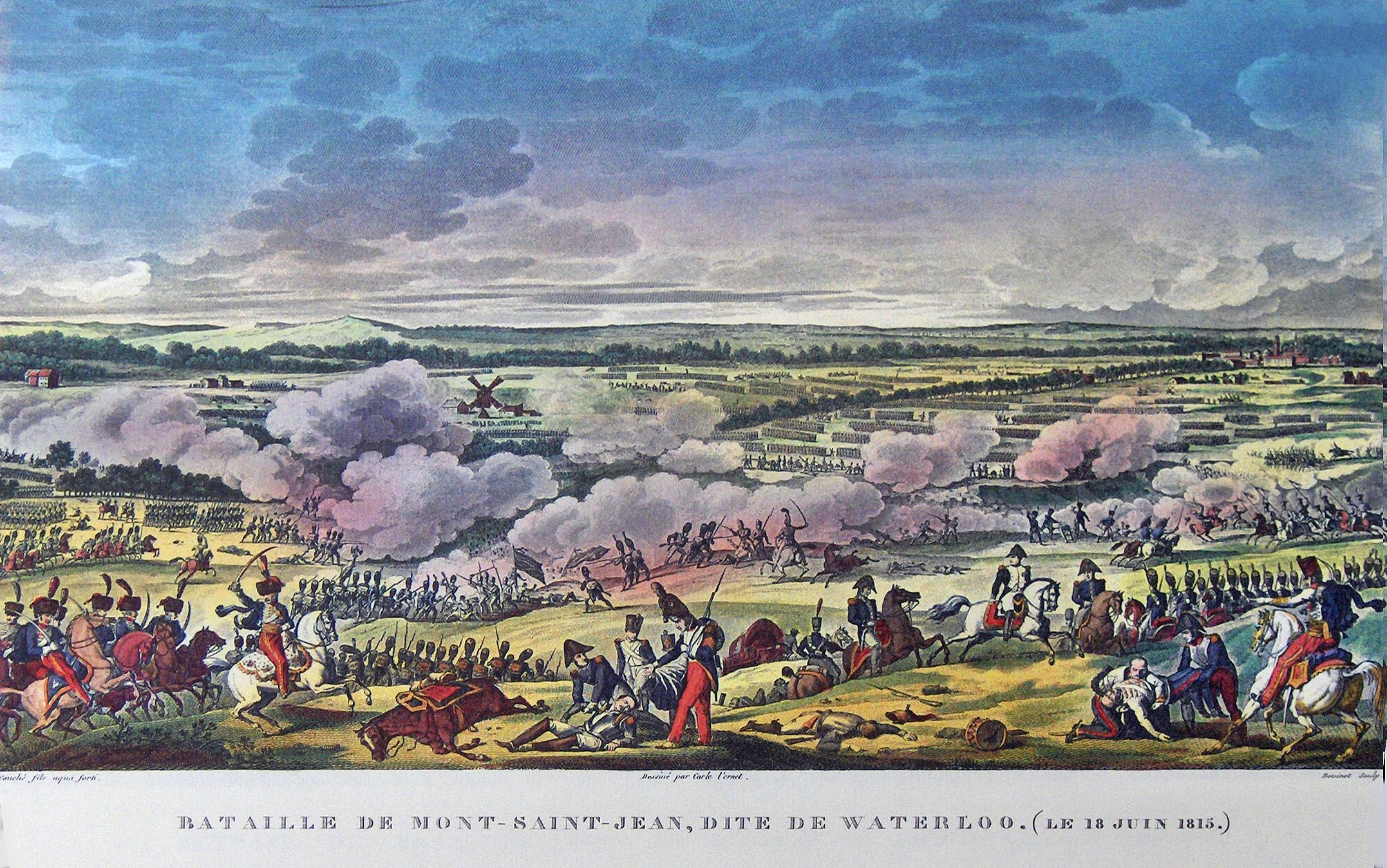
عمل فني يجسد معركة واترلو التي كانت موضوعا للكثير من الروايات الحربية

تعود أصول الرواية الحربية إلى الشعر الملحمي للفترات الكلاسيكية والعصور الوسطى، وخاصة الإلياذة لهوميروس، والإنيادة لفيرجيل، والملاحم الإنجليزية القديمة مثل بيوولف. كانت كل هذه الملاحم معنية بالحفاظ على تاريخ أو أساطير الصراعات بين المجتمعات المختلفة، مع توفير سرد يسهل الوصول إليه يمكن أن يعزز الذاكرة الجماعية لشعب ما. تضمنت التأثيرات المهمة الأخرى على الرواية الحربية مآسي المسرحيين مثل يوربيديس، لوكيوس سينيكا، كريستوفر مارلو ووليم شكسبير.
عندما برز الشكل الواقعي للرواية في القرن السابع عشر، بدأت الرواية الحربية في تطوير شكلها الحديث، على الرغم من أن معظم الروايات التي تعرض الحرب كانت عبارة عن رواية شطارية بدلاً من صور واقعية حقيقية للحرب. مثال على أحد هذه الأعمال هو رواية هانس ياكوب كريستوفل فون جريملسهاوزن سيمبليسيوس سيمبليسيموس، وهي مستوحاه من أحداث وأهوال حرب الثلاثين عاما.

## أنظر أيضاً
- شعر ملحمي
- خيال تاريخي